# Xã Easton, Michigan
Xã Easton (tiếng Anh: Easton Township) là một xã thuộc quận Ionia, tiểu bang Michigan, Hoa Kỳ. Năm 2010, dân số của xã này là 3.082 người.